# فرانز كالكهوف
كان الدكتور فرانز كالكهوف (30 نوفمبر 1860 - 13 فبراير 1955)، من هواة جمع الطوابع الألمان الذين وقعوا على قائمة هواة جمع الطوابع المتميزين في عام 1934. وهو معروف بأنهُ مؤلف في أدب هواة جمع الطوابع ومحرر وخبير في القرطاسية البريدية.

## حياته
كان ابنًا للتاجر فريدريش هاينريش ليونهارد كالكهوف ولودوفيك ماريا إميلكا كالكهوف، المعروفة قبل الزواج بلوم، وكان شغوفًا بهواية جمع الطوابع منذ طفولته. أثناء دراسته في المدرسة، قرأ صحيفة Deutsche Briefmarken-Zeitung (جريدة الطوابع الألمانية) وفهرس طوابع عام 1874 الصادر عن Moschkau في أوائل عقد السبعينيات من القرن التاسع عشر. درس الكيمياء في برلين منذ عام 1879. بعد تخرجه، عمل أولًا في برلين، ثم منذ عام 1885 في مصنع هوشستر فاربويركي (مصانع الأصباغ). عمل في إنجلترا عام 1889 ككيميائي أصباغ في هديرسفيلد. ثم عمل لفترة قصيرة في براغ، ثم عاد إلى برلين عام 1892. ومنذ 1 سبتمبر 1893، عمل كيميائيًا في مكتب براءات الاختراع الإمبراطوري. هناك، تدرج في مسيرته المهنية، حيث أصبح موظفًا حكوميًا مستشارًا عام 1901، ثم مستشارًا حكوميًا خاصًا عام 1912، ثم عضوًا رفيع المستوى في مجلس الحكومة عام 1921. تقاعد عام 1925.
نشر كالكهوف أعماله في مجال الطوابع ومقالاته المتخصصة، بعضها تحت اسم مستعار "فرانز أندرياس" أو "أ. فرانز" أو "ف. ف.". بالتعاون مع صديقه جامع الطوابع كارل ليندنبرغ، كشف قضية المزور جورج فوريه. في عام 1891، أصبح محررًا لصحيفة "Illustrierte Briefmarken-Zeitung" (صحيفة الطوابع المصورة) التابعة لدار نشر إي. هايتمان في لايبزيغ. كما تولى تحرير صحيفة "Postwertzeichen" (الطوابع البريدية) عامي 1926/1927. كما حرر ألبوم شوانبرجر وكان ضمن فريق تحرير فهرس طوابع سينف براذرز. كان عضوًا في العديد من جمعيات جامعي الطوابع المحلية والأجنبية. بعد انتقاله إلى برلين، كان سكرتيرًا من عام 1893 ورئيسًا لنادي هواة جمع الطوابع في برلين لعام 1888 من عام 1903 إلى عام 1907. كان لديه شغف كبير بالقرطاسية البريدية وكان أيضًا جامعًا لطوابع التلغراف وقسائم الهاتف وغيرها من مجالات الجمع الأقل شهرة.

### زواجه
في 26 يونيو 1897، تزوج كالكهوف من مارغريت آنا هيدويغ سيبيث (المولودة عام 1873 في شتيغليتز) في برلين. وفي عام 1898، وُلدت ابنتهما فيدورا إميلي إرنا كالكهوف في برلين. وفي عام 1900، توفيت ابنته جيرترود بعد نصف يوم فقط من ولادتها. وانفصل الزوجان قبل عام 1919.
وفي 29 أغسطس 1933، تزوج من ماريا إدواردا إليزابيث بونغرز، ني كواك (المولودة عام 1892 في ميونيخ-جلادباخ)، في برلين. وانفصل الزوجان عام 1940. دفعه قصف برلين إلى الانتقال إلى أينبك ليكون مع ابنتهِ وصهره عام 1943.

## الجوائز
- منذ 2 مارس 1908: عضو فخري في نادي هواة جمع الطوابع في برلين.
- 1911: ميدالية ليندنبرغ.
- 1934: مُنح لقب "زميل فخري مدى الحياة" (عضو فخري) للجمعية الملكية لهواة جمع الطوابع في لندن.
- 1947: ميدالية هانز فاغنر.
- 1950: جائزة سيغر.
- 1951: ميدالية كالكهوف: أنشأت جمعية هواة جمع الطوابع الألمان في هامبورغ ميدالية كجائزة أدبية بمناسبة عيد ميلاد كالكهوف التسعين في 30 نوفمبر 1950. وُضعت شهادة تأسيس وقُدّمت إلى كالكهوف، الذي اشترط إعادتها إلى جمعية هواة جمع الطوابع الألمان بعد وفاته. تُمنح هذه الميدالية كل عامين للأفراد الذين قدموا مساهمات بارزة في مجال الأدب المتخصص باللغة الألمانية.[25][26]
- 1954: ميدالية كوبولد
- عضو فخري في الجمعية الألمانية لهواة جمع الطوابع، والرابطة الإقليمية لساكسونيا السفلى.
- عضو فخري في نادي هواة جمع الطوابع في نيويورك.

## من مؤلفاته
- "حول التزويرات الكيميائية". مقال من عام 1888؛ هكذا اشتهر.
- قائمة مصورة لجميع الطوابع البريدية الرسمية المعروفة، بما في ذلك تفاصيل العلامات المميزة. لايبزيغ 1892
- طوابع التلغراف البروسية. في المنشور التذكاري الصادر عام 1898 بمناسبة الذكرى العاشرة لتأسيس "نادي هواة جمع الطوابع في برلين.
- طوابع التلغراف وتذاكر الهاتف للإمبراطورية الألمانية. دون تحديد السنة.
- بطاقات بريدية للمحميات الألمانية ومكاتب البريد الألمانية في الخارج. إعادة طبع: جريدة الطوابع الألمانية 1902.
- اختراع البطاقة البريدية وبطاقات المراسلة لمكتب البريد الفيدرالي لشمال ألمانيا. نشر هوغو كروتش وشركاه، لايبزيغ 1911.
- القرطاسية البريدية للمحميات الألمانية، وكذلك لمكاتب البريد الألمانية في الخارج وللأراضي المحتلة في الحرب العالمية." بورنا 1919.
- ذكريات الشباب من هواة جمع الطوابع نشر ذاتياً عام 1920.
- "السجلات الألمانية المسجلة". صحيفة جامعي التحف الألمانية، بدون تاريخ محدد
- 1928: كتاب متخصص في المظاريف البروسية، أهداه بعد وفاته لكارل ليندنبرغ
- مجموعة القرطاسية البريدية الخاصة بالأخوين بيتشيك، المجلد 2 (من M إلى W)، 1934.

## الأدب
- هورست هيل: "رواد هواية جمع الطوابع". الناشر: فيل كرييتيف، شوالمتال، 1995، ISBN 3-928277-17-0، الصفحات 75-80.
- فولفغانغ ماسن (محرر): "من هم رواد هواية جمع الطوابع؟ معجم لأشهر هواة جمع الطوابع في القرنين التاسع عشر والعشرين". الناشر: فيل كرياتيف، شوالمتال، 1999، ISBN 3-932198-32-8، الصفحات 97-98.
- فولفغانغ ماسن: "من هم رواد هواية جمع الطوابع؟"، المجلد 3، I-L، فيل كرياتيف، شوالمتال، الطبعة الثالثة، 2020، ISBN 978-3-932198-97-7، الصفحات 46-54.
- "ذكريات الدكتور فرانز كالكهوف". في: فولفغانغ ماسن: "هوية جمع الطوابع: رؤى - وجهات نظر" (محاضرات ودراسات غير منشورة) 1999-2012، فيل كرياتيف المحدودة، شوالمتال، 2012، الصفحات 503-516.
- هانز ماير: "هوية جمع الطوابع في الرايخ الثالث". منظمات هواة جمع الطوابع والتجار 1933-1945." غير منشور، 2006، ص 269-270.
- "في ذكرى فرانز كالكهوف." في: "ساملر إكسبريس"، العدد 22/1960، صفحة 428.

## روابط خارجية
- ميدالية كالكهوف من جمعية هواة جمع الطوابع الألمان